# Associazione Calcio Nardò 1966-1967
Questa voce raccoglie le informazioni riguardanti l'Associazione Calcio Nardò nelle competizioni ufficiali della stagione 1966-1967.

## Rosa
| N. |                   | Ruolo | Calciatore        |
| -- | ----------------- | ----- | ----------------- |
|    | Italia (bandiera) | C     | Luciano Alpini    |
|    | Italia (bandiera) | A     | Francesco Assisi  |
|    | Italia (bandiera) |       | Bianchi           |
|    | Italia (bandiera) | D     | Nicola Colucci    |
|    | Italia (bandiera) | C     | Gianfranco Comola |
|    | Italia (bandiera) | C     | Piero Corsi       |
|    | Italia (bandiera) | A     | Pietro Cosa       |
|    | Italia (bandiera) | C     | Mario Dal Molin   |
|    | Italia (bandiera) | P     | Franco Dinelli    |
|    | Italia (bandiera) | C     | Giuseppe Malavasi |

| N. |                   | Ruolo | Calciatore       |
| -- | ----------------- | ----- | ---------------- |
|    | Italia (bandiera) | C     | Giuseppe Mosso   |
|    | Italia (bandiera) | C     | Alessandro Nedi  |
|    | Italia (bandiera) | A     | Ettore Ninni     |
|    | Italia (bandiera) |       | Giuseppe Orlando |
|    | Italia (bandiera) | C     | Angelo Paticchio |
|    | Italia (bandiera) | C     | Spiridione Povia |
|    | Italia (bandiera) | D     | Giovanni Remini  |
|    | Italia (bandiera) | A     | Nicola Taiano    |
|    | Italia (bandiera) | D     | Nicola Ulivo     |
|    | Italia (bandiera) | C     | Edoardo Zaggia   |